# Kuleschowka (Rostow)
Kuleschowka (russisch Кулешо́вка) ist ein Dorf (selo) in der Oblast Rostow in Russland mit 13.692 Einwohnern (Stand 14. Oktober 2010).

## Geographie
Der Ort liegt etwa 20 km Luftlinie südwestlich des Oblastverwaltungszentrums Rostow am Don in linken (südlichen) Rand der Talaue des Don, etwa 6 km vom Fluss und gut 20 km von seiner Mündung in das Asowsche Meer entfernt.
Kuleschowka gehört zum Rajon Asowski und befindet sich etwa 10 km ostsüdöstlich von dessen Verwaltungszentrum Asow. Das Dorf ist Sitz der Landgemeinde Kuleschowskoje selskoje posselenije, zu der außerdem die Siedlung Timirjasewski (6 km südöstlich) gehört.

## Geschichte
Das zuvor kleine, landwirtschaftlich geprägte Dorf wuchs durch die Errichtung einer großen Fabrik für Kindernahrung und von Plattenbauten ab Ende der 1970er-Jahre erheblich, behielt aber immer seinen Status als Dorf.

### Bevölkerungsentwicklung
| Jahr | Einwohner |
| ---- | --------- |
| 2002 | 14.690    |
| 2010 | 13.692    |

Anmerkung: Volkszählungsdaten

## Verkehr
Kuleschowka liegt an der Regionalstraße 60K-56 (ehemals Teil der R268), die Rostow und Asow verbindet.
Das Dorf besitzt einen Bahnhof (Stationsname Kuleschowski, Streckenkilometer 19) an der 1911 erbauten und seit 1966 elektrifizierten Eisenbahnstrecke Bataisk – Asow.

## Söhne und Töchter des Orts
- Sergei Oleschnja (* 1956), Bildhauer und Hochschullehrer